# ريتا ماسيدو
ريتا ماسيدو (بالإسبانية: Rita Macedo)‏ هي منتجة وممثلة مكسيكية، ولدت في 21 أبريل 1925 في مدينة مكسيكو في المكسيك، وتوفيت بنفس المكان في 6 ديسمبر 1993 بسبب إصابة بعيار ناري. من الجوائز التي نالتها جائزة أرييل لأفضل ممثلة ‏ سنة 1972.

## جوائز
- جائزة أرييل لأفضل ممثلة [الإنجليزية]‏ (1972)

## وصلات خارجية
- ريتا ماسيدو على موقع IMDb (الإنجليزية)
- ريتا ماسيدو على موقع ألو سيني (الفرنسية)
- ريتا ماسيدو على موقع قاعدة بيانات الفيلم (الإنجليزية)